# Campeonato Asiático de Atletismo de 2019 - 800 m feminino
A prova dos 800 metros feminino do Campeonato Asiático de Atletismo de 2019 foi disputada entre os dias 21 e 22 de abril de 2019 no Estádio Internacional Khalifa em Doha, no Catar. 

## Recordes
Antes desta competição, os recordes mundiais e do campeonato nesta prova eram os seguintes:
|                       | Nome                  | Nacionalidade   | Tempo     | Local   | Data                  |
| --------------------- | --------------------- | --------------- | --------- | ------- | --------------------- |
| Recorde mundial       | Jarmila Kratochvílová | Tchecoslováquia | 1m 53s 28 | Munique | 26 de julho de 1983   |
| Recorde do campeonato | Zhang Jian            | China           | 2m 01s 16 | Fukuoka | 21 de julho de 1998   |
| Recorde asiático      | Liu Dong              | China           | 1m 55s 54 | Pequim  | 9 de setembro de 1993 |

## Medalhistas
| Ouro                    | Prata             | Bronze                    |
| Gomathi Marimuthu (IND) | Wang Chunyu (CHN) | Margarita Mukasheva (KAZ) |

## Cronograma
Todos os horários são locais (UTC+3)
| Data        | Hora  | Evento  |
| ----------- | ----- | ------- |
| 21 de abril | 08:30 | Bateria |
| 22 de abril | 18:28 | Final   |

## Resultados

### Bateria
Qualificação: 3 atletas de cada bateria  (Q) mais os  2 melhores qualificados (q). 
| Posição | Bateria | Atleta                          | Nacionalidade | Tempo   | Notas                |
| ------- | ------- | ------------------------------- | ------------- | ------- | -------------------- |
| 1       | 1       | Wang Chunyu                     | China         | 2:04.93 | Q                    |
| 2       | 1       | Gomathi Marimuthu               | Índia         | 2:04.96 | Q                    |
| 3       | 1       | Margarita Mukasheva             | Cazaquistão   | 2:05.08 | Q,                   |
| 4       | 1       | Nimali Waliwarsha               | Sri Lanka     | 2:05.10 | q                    |
| 5       | 2       | Gayanthika Abeyratne            | Sri Lanka     | 2:05.20 | Q                    |
| 6       | 2       | Ayano Shiomi                    | Japão         | 2:05.33 | Q                    |
| 7       | 2       | Hu Zhiying                      | China         | 2:06.63 | Q                    |
| 8       | 1       | Marta Hirpato                   | Bahrein       | 2:06.69 | q                    |
| 9       | 2       | Twinkle Chaudhary               | Índia         | 2:07.00 |                      |
| 10      | 2       | Varvara Lissichkina             | Cazaquistão   | 2:08.17 |                      |
| 11      | 2       | Angela Freitas De Fatima Araujo | Timor-Leste   | 2:08.88 | Recorde pessoal      |
| 12      | 1       | Khuất Phương Anh                | Vietname      | 2:11.08 | Recorde da temporada |
| 13      | 1       | Toktam Dastarbandan             | Irão          | 2:11.50 | Recorde nacional     |
| 14      | 1       | Goh Chui Ling                   | Singapura     | 2:11.66 | Recorde pessoal      |
| 15      | 2       | Danah Al-Nasrallah              | Kuwait        | 2:13.80 | Recorde da temporada |

### Final
| Posição           | Atleta               | Nacionalidade | Tempo   | Notas                |
| ----------------- | -------------------- | ------------- | ------- | -------------------- |
| Medalha de ouro   | Gomathi Marimuthu    | Índia         | 2:02.70 | Recorde pessoal      |
| Medalha de prata  | Wang Chunyu          | China         | 2:02.96 | Recorde da temporada |
| Medalha de bronze | Margarita Mukasheva  | Cazaquistão   | 2:03.83 | Recorde da temporada |
| 4                 | Gayanthika Abeyratne | Sri Lanka     | 2:05.74 |                      |
| 5                 | Marta Hirpato        | Bahrein       | 2:07.59 |                      |
| 6                 | Ayano Shiomi         | Japão         | 2:07.70 |                      |
| 7                 | Nimali Waliwarsha    | Sri Lanka     | 2:08.69 |                      |
| 8                 | Hu Zhiying           | China         | 2:10.36 |                      |

Legenda
| Recorde mundial       | Recorde mundial (World record)               |                       | Recorde africano                      | Recorde africano (African) |                                           | Q | Classificado por posição (Qualified) |
| Recorde do campeonato | Recorde do campeonato (Championship record)  | Recorde da América    | Recorde da América (Americas)         | q                          | Classificado por melhor tempo (Qualified) |   |                                      |
| Melhor marca do ano   | Melhor marca do ano (World leading)          | Recorde asiático      | Recorde asiático (Asian)              | DNS                        | Não largou (Did not start)                |   |                                      |
| Recorde nacional      | Recorde nacional (National record)           | Recorde europeu       | Recorde europeu (European)            | DNF                        | Não terminou (Did not finish)             |   |                                      |
| Recorde pessoal       | Recorde pessoal do atleta (Personal best)    | Recorde da Oceania    | Recorde da Oceania (Oceania)          | DSQ / DQ                   | Desclassificado (Disqualified)            |   |                                      |
| Recorde da temporada  | Recorde da temporada do atleta (Season best) | Recorde sul-americano | Recorde sul-americano (South America) | NM                         | Sem marca (No mark)                       |   |                                      |